# 현경왕
현경왕(베트남어: Hiển Khánh Vương / 顯慶王, ? ~ ?)은 대월 리 왕조의 초대 황제 리 태조의 부친이다.
현경왕의 성명과 생애는 베트남 사료 어느 곳에도 기록되어 있지 않고, 심지어 민간전설에도 리 태조는 부친이 없으며 모친인 팜씨(范氏)가 초산(蕉山)에 여행을 갔을 때 신인(神人)과 교합해 태조를 낳았다고 되어 있다. 리 태조가 3살 때 팜씨는 그를 고법사(古法寺)에 보내 법사(法師) 리카인반(李慶文)의 양자가 되게 하였다.
현대 중국학자 리티엔시(李天锡)의 고증에 의하면 천주(泉州) 진강현(晉江縣) 안해진(安海鎭)에서 발견된 《이장추내이씨방보(李莊𤆬內李氏房譜)》에 따르면 리 태조의 부친의 이름은 리투언안(베트남어: Lý Thuần An / 李淳安 이순안)이며, 가보에는 리투언안은 오대 때 재상이었던 이숭(李崧)의 아들이라고 한다.
리 태조가 리 왕조를 세운 뒤 부친을 현경왕으로 높였고, 모친 팜씨를 명덕태후(明德太后)로 높였다.

## 같이 보기
- 리 태조